# Vuxna människor
Vuxna människor är en svensk komedifilm från 1999 av Felix Herngren och Fredrik Lindström, med bland andra Felix Herngren, Karin Bjurström, Cecilia Ljung och Mikael Persbrandt i rollerna. Filmen hade biopremiär 24 september samma år.

## Handling
Frank verkar utåt vara både klok och vuxen. Han har ett respektabelt arbete på en ansedd advokatbyrå och är gift sedan tre år med vackra Nenne. Under ytan bubblar däremot osäkerhet och tvångstankar över att när som helst avslöjas som en "bluff" i vuxenvärlden.  
På en vernissage hos bäste vännen Markus träffar Frank den 24-åriga konststuderande Sofia, som är vacker, levnadsglad och ung. Frank inleder på ren impuls en utomäktenskaplig affär med Sofia, något som får stora konsekvenser för Franks strikta och inrutade tillvaro.

## Rollista (urval)
- Felix Herngren - Frank Philgren
- Karin Bjurström - Nenne Philgren
- Cecilia Ljung - Rosie
- Mikael Persbrandt - Georg
- Källa Bie - Sofia
- Fredrik Lindström - Markus
- Alvin Nyström - Robin, Georgs son
- Magnus Härenstam - Franks chef
- Annakarin Johansson - Barnvakt
- Ann-Sofie Rase - Terapeut nr 1
- Ulf Björnbom - Äldre klient på advokatkontoret
- Anders Eriksson - Yngre klient på advokatkontoret
- Pia Johansson - Romantisk kvinna
- Nils Moritz - Henrik, artist
- Jan-Erik Berglund - Carl Molinder, besökare
- Sören Björkman - Kund med släkt
- Gudmar Klöfving - Kollega nr 1
- Isidor Torkar - Mäklare
- Jens Sjögren - Fredrik, rockkillen

## Produktion
Både Felix Herngren och Fredrik Lindström långfilmsdebuterade med denna film. Filmbudgeten var 14 miljoner kronor.